# Nicole Fry

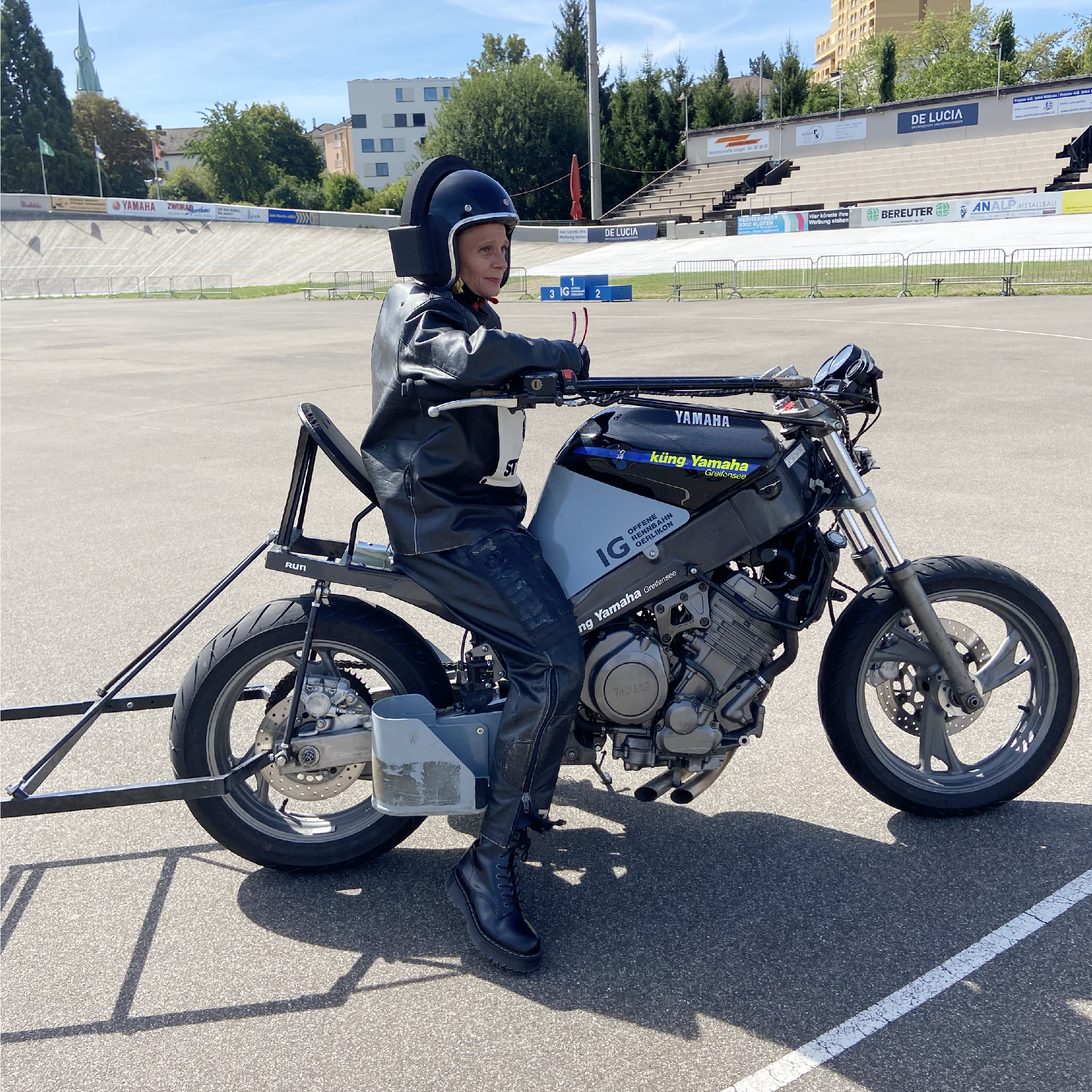
Nicole Fry auf der Radrennbahn in Zürich Oerlikon (2025)

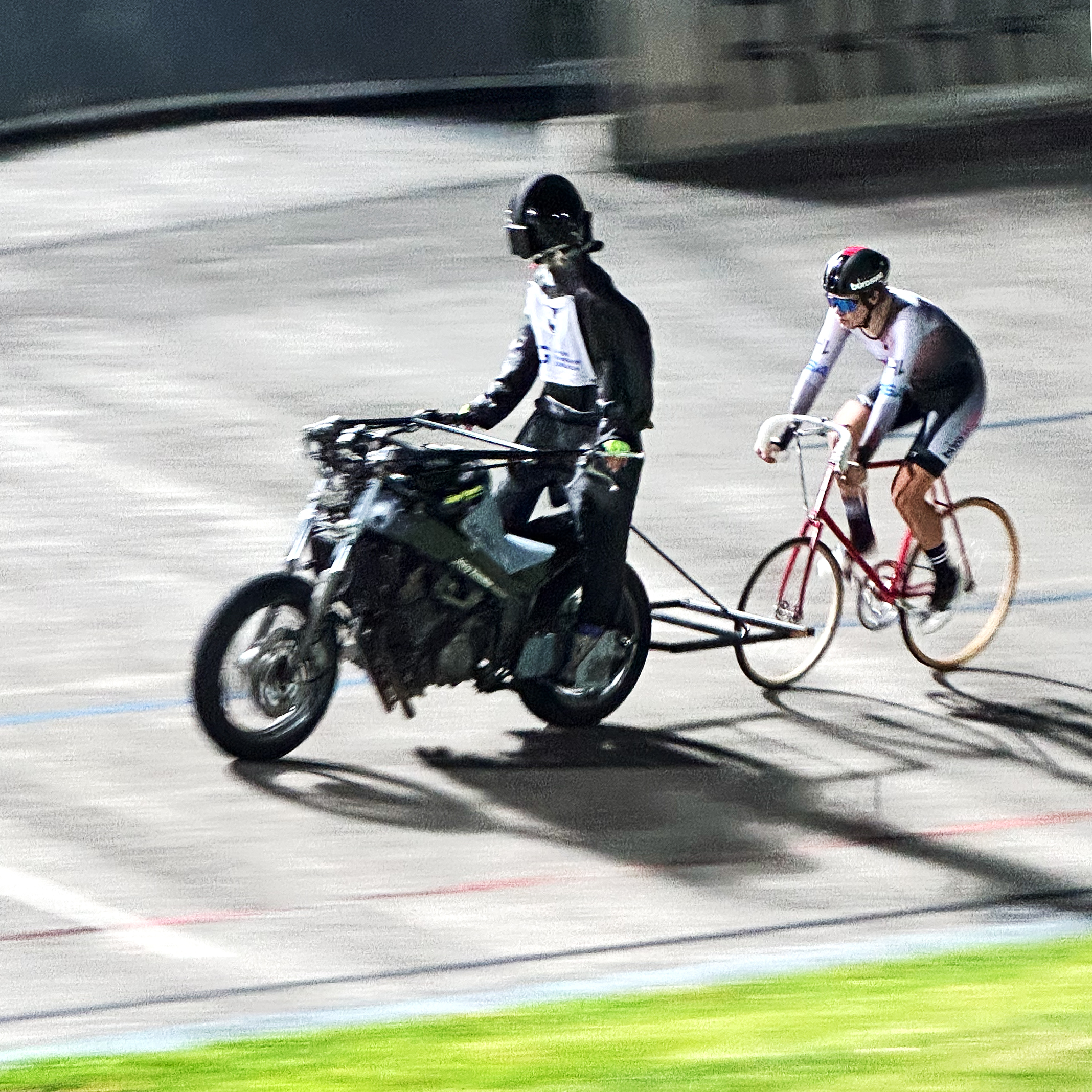
Fry führt Micha Plüss (2024)

Nicole Fry (* 6. Juli 1975) ist eine Schweizer Schrittmacherin. Im Herbst 2022 bestand sie als erste Frau die Prüfung zur Schrittmacherin.

## Werdegang
Nicole Fry erlernte den Beruf der Vergolderin, später führte sie gemeinsam mit ihrem Mann ein Büro für Farbgestaltung in Zürich. Sie ist Mutter von zwei Kindern, als Hobby betreibt sie Ausdauerlauf und fährt Motorrad. Sie besuchte Steherrennen auf der Offenen Rennbahn Oerlikon in Zürich, in deren Nähe sie wohnt, und kam so auf die Idee, selbst Schrittmacherin zu werden. Sie bewarb sich bei den Verantwortlichen der Rennbahn, trainierte bei Schrittmacher Dino Rey und machte schliesslich eine Prüfung beim Schweizer Radsportverband Swiss Cycling. „Sie kam in eine frauenfreie Welt“, schrieb die Journalistin Christine Steffen.
Am 27. Juni 2023 bestritt Fry ihr erstes Rennen und führte auf der Offenen Rennbahn Oerlikon den Fahrer Martin Ruepp bei dessen letztem Rennen. Im September führte sie den Fahrer Micha Plüss bei den Schweizer Stehermeisterschaften; das Gespann belegte Platz fünf.